# Dexter Dennis
Dexter Dennis (Baker, Luisiana; 9 de febrero de 1999) es un baloncestista estadounidense que pertenece a la plantilla de los Stockton Kings de la G League. Con 1,96 metros de estatura, juega en la posición de escolta.

## Trayectoria deportiva

### Universidad
Jugó cuatro temporadas con los Shockers de la Universidad Estatal de Wichita, en las que promedió 8,8 puntos, 5,0 rebotes y 1,1 asistencias por partido. Dennis fue titular durante los cuatro años en Wichita State y fue titular en todos los partidos de sus temporadas junior y senior con los Shockers. En su primera temporada fue incluido en el mejor quinteto de novatos de la American Athletic Conference, mientras que en la última fue elegido mejor jugador defensivo de la conferencia.
Después de cuatro temporadas en Wichita State, fue transferido a la Universidad de Texas A&M. En su único año con los Aggies, Dennis fue titular en los 34 partidos que jugó y promedió 9,5 puntos por partido.

### Profesional
Tras no ser elegido en el Draft de la NBA de 2023, firmó con los Dallas Mavericks el 22 de septiembre de 2023, y el 21 de octubre su acuerdo se convirtió en un contrato dual para jugar también en el filial de la G League, los Texas Legends. El 28 de diciembre los Mavericks lo despidieron, y dos días después se unió a los Texas Legends.
El 13 de febrero de 2024 fue adquirido por Cleveland Charge a cambio de los derechos de Fabian White y una selección de primera ronda de 2024.
El 25 de septiembre de 2024 firmó con los Sacramento Kings, pero fue despedido ese mismo día. El 27 de octubre se unió a su filial de la G League, los Stockton Kings.

## Estadísticas de su carrera en la NBA

### Temporada regular
| Año     | Equipo | PJ | PT | MPP | %TC  | %3P  | %TL  | RPP | APP | ROB | TPP | PPP |
| ------- | ------ | -- | -- | --- | ---- | ---- | ---- | --- | --- | --- | --- | --- |
| 2023-24 | Dallas | 4  | 0  | 7.5 | .526 | .125 | .333 | 2.3 | 1.0 | .0  | .3  | 5.5 |
| Total   | Total  | 4  | 0  | 7.5 | .526 | .125 | .333 | 2.3 | 1.0 | .0  | .3  | 5.5 |